# Fake Records
Fake Records is een Belgisch platenlabel gericht op Nederlandstalige hiphop.

## Geschiedenis
Het muzieklabel werd in 2012 opgericht door de Gentse rappers Uberdope om hun eigen muziek uit te kunnen brengen.
In 2020 won het label de Red Bull Electropedia Award voor beste label.

## Artiesten
- Alois & VLB
- Brihang
- Gijs
- Ntrek
- Olsan
- Simon
- Uberdope

### Voormalige artiesten
- Spreej
- Ikraaan
- Bombataz